# Hilario Barrero
Hilario Barrero   (Toledo, 1948) és un poeta, prosista i traductor espanyol resident en Nova York des de 1978, ciutat en la qual imparteix classes com a professor en el Borough of Manhattan Community College de la City University of New York, una de les universitats de la ciutat.
Com a poeta va publicar el seu primer llibre de poesia en 1976, i en 1999 va obtenir el premi Gastón Baquero amb In tempore belli, (Madrid, Verbum). La revista Clarín, de la qual és col·laborador, ha acollit igualment la seva antologia de poemes de Donald Hall, Ted Kooser i Jane Kenyon i l'editorial Pre-textos una altra antologia titulada De otra manera i el llibre de Ted Kooser, Delicias y sombras.
En prosa ha escrit els diaris Las estaciones del día De amores y temores, Días de Brooklyn i Dirección Brooklyn. És igualment traductor d' El amante de Italia, una selecció de les Italian Hours de Henry James. Ha publicat Un cierto olor a azufre, un volum de relats il·lustrats per Barrero.
La seva poesia és un cant dolorós de felicitat fet des de la serenitat i l'aspror. La reflexió davant la vida i la mort i l'amor, i l'austeritat en les formes ho acosten a una poesia clàssica molt cernudiana: «Un poema més que una arma per al futur és una navalla del passat, una mà oberta per al present i una eternitat basada en l'instant d'un amor per al futur».
Va rebre el Premi de literatura de l'Acadèmia de Belles Arts de Toledo 2014-2015 «en reconeixement de la seva obra literària, poètica i de traducció».

## Obres
Poesia
- Siete sonetos, 1976
- In tempori belli, Verbum, 1999.
- Agua y Humo, Cuadernos de humo, 2010.
- Libro de familia, El Brocense, 2011.
- Tinta china: noventa y nueve haikus, Cylea, 2014.
- Educación nocturna (Antología poética), Renacimiento, 2017.

Narracions
- Un cierto olor a azufre, Libro de notas Arxivat 2017-05-24 a Wayback Machine., 2009.

Diaris
- Las estaciones del día, Llibros del Pexe, 2003.
- De amores y temores, Llibros del Pexe, 2005.[4]
- Días de Brooklyn, Llibros del Pexe, 2007.
- Dirección Brooklyn, Universos, 2009.
- Brooklyn en blanco y negro, Universos, 2011.
- Nueva York a diario: (2010-2011), Impronta, 2013.
- Diarios (2012-2013), Ediciones de la Isla de Siltolá, 2015.

Traduccions
- De otra manera, Jane Kenyon. Editorial Pre-Textos, 2007.
- Delicias y sombras, Ted Kooser. Editorial Pre-Textos, 2009.
- Lengua de Madera. Antología de poesía breve en inglés. Editorial La isla de Sistolá, 2011.
- La esperanza es una cosa con alas, Emily Dickinson. Ravenswood Books Editorial, 2017.